# 淪落人
《淪落人》（英語：Still Human）是一齣2018年香港电影，由導演陳小娟首次執導、陳果監製，是香港「首部劇情電影計劃」第三屆大專組的得獎作品，香港電影發展局電影發展基金與創意香港資助，黃秋生和姬素·孔尚治主演。2018年香港亞洲電影節開幕電影。黃秋生亦憑此片贏得第三座香港電影金像獎最佳男主角獎。

## 故事簡介
同是天涯淪落人，未必一定要在傷心者通道上同行。梁昌榮 ( 黃秋生飾 ) 因工傷意外半身不遂，要在輪椅上度過餘生。禍不單行，他癱瘓後妻離子散，前路灰暗，人生只有食與睡。菲律賓女生Evelyn ( 姬素·孔尚治飾 ) 為了生活，為了離開失敗婚姻，無奈放棄入學取錄信，放棄攝影夢想，離鄉別井來到昌榮家中當家務助理，在香港，她只是面目模糊的「菲傭」，理想和藝術是非份之想。不過再苦也好，日子始終要過，二人在人生低潮之中相濡以沫，發展出一段難以言喻的感情。Evelyn鼓勵昌榮：「你無法選擇不坐輪椅，但可以選擇如何坐在輪椅」，昌榮成就Evelyn追夢，力求改變，用實力證明自己。是主僕之情？男女之情？還是人與人之間純粹的尊重和愛？不知不覺之間，他們走過了人生低谷，畢竟明日總比昨日好。

## 角色介紹
| 演員        | 角色               | 備註                                       |
| 黃秋生      | 梁昌榮             | 工傷而半身不遂的失婚潦倒男子。             |
| 姬素·孔尚治 | Evelyn Ruth Santos | 菲傭。梁昌榮不會唸Evelyn，遂稱其「阿蓮」。 |
| 李璨琛      | 張輝               | 梁昌榮昔日工友徒弟。                       |
| 葉童        | 梁晶瑩             | 梁昌榮妹妹。                               |
| 黃定謙      | 王俊賢             | 梁昌榮兒子                                 |
| 陳果        | 強哥               | 大牌檔東主                                 |

## 取景
主要於何文田愛民邨，亦是導演兼編劇陳小娟成長的地方。亦有於中環滙豐總行大廈、香港摩天輪、中環碼頭、中環至半山自動扶手電梯系統、尖沙咀栢麗購物大道等地取景。

## 奬項及提名
| 年度   | 颁奖典礼                     | 奖项           | 姓名        | 结果 |
| ------ | ---------------------------- | -------------- | ----------- | ---- |
| 2019年 | 第13屆亞洲電影大獎           | 最佳新導演     | 陳小娟      | 獲獎 |
| 2019年 | 第25屆香港電影評論學會大獎   | 最佳導演       | 陳小娟      | 提名 |
| 2019年 | 第25屆香港電影評論學會大獎   | 最佳編劇       | 陳小娟      | 獲獎 |
| 2019年 | 第25屆香港電影評論學會大獎   | 最佳電影       | 《淪落人》  | 提名 |
| 2019年 | 第25屆香港電影評論學會大獎   | 推薦電影       | 《淪落人》  | 獲獎 |
| 2019年 | 第25屆香港電影評論學會大獎   | 最佳女演員     | 姬素·孔尚治 | 提名 |
| 2019年 | 第25屆香港電影評論學會大獎   | 最佳男演員     | 黃秋生      | 獲獎 |
| 2019年 | 第12屆香港電影導演會年度大獎 | 最佳男主角     | 黃秋生      | 獲獎 |
| 2019年 | 第12屆香港電影導演會年度大獎 | 最佳新演員     | 姬素·孔尚治 | 獲獎 |
| 2019年 | 第12屆香港電影導演會年度大獎 | 新晉導演獎     | 陳小娟      | 獲獎 |
| 2019年 | 第2屆最港電影大獎            | 最佳導演       | 陳小娟      | 提名 |
| 2019年 | 第2屆最港電影大獎            | 最佳男演員     | 黃秋生      | 獲獎 |
| 2019年 | 第2屆最港電影大獎            | 最佳電影       | 《淪落人》  | 獲獎 |
| 2019年 | 第2屆最港電影大獎            | 我最喜愛港片   | 《淪落人》  | 提名 |
| 2019年 | 第二屆MOVIE6全民票選電影大獎 | 最佳電影       | 《淪落人》  | 提名 |
| 2019年 | 第二屆MOVIE6全民票選電影大獎 | 最佳男主角     | 黃秋生      | 提名 |
| 2019年 | 第二屆MOVIE6全民票選電影大獎 | 最佳女主角     | 姬素·孔尚治 | 提名 |
| 2019年 | 第二屆MOVIE6全民票選電影大獎 | 最佳新演員     | 姬素·孔尚治 | 提名 |
| 2019年 | 第二屆MOVIE6全民票選電影大獎 | 最佳男配角     | 李璨琛      | 提名 |
| 2019年 | 第二屆MOVIE6全民票選電影大獎 | 最佳導演       | 陳小娟      | 提名 |
| 2019年 | 第二屆MOVIE6全民票選電影大獎 | 新晉導演       | 陳小娟      | 提名 |
| 2019年 | 香港電影編劇家協會大奬2019   | 推薦劇本獎     | 陳小娟      | 獲獎 |
| 2019年 | 香港電影編劇家協會大奬2019   | 最佳角色演繹獎 | 黃秋生      | 獲獎 |
| 2019年 | 香港電影我撐場民選大獎2019   | 我最撐電影大獎 | 《淪落人》  | 提名 |
| 2019年 | 香港電影我撐場民選大獎2019   | 我最撐男主角   | 黃秋生      | 提名 |
| 2019年 | 香港電影我撐場民選大獎2019   | 我最撐女主角   | 姬素·孔尚治 | 提名 |
| 2019年 | 香港電影我撐場民選大獎2019   | 我最撐男配角   | 李璨琛      | 提名 |
| 2019年 | 香港電影我撐場民選大獎2019   | 我最撐新晉演員 | 姬素·孔尚治 | 提名 |
| 2019年 | 香港電影我撐場民選大獎2019   | 我最撐導演     | 陳小娟      | 提名 |
| 2019年 | 第38屆香港電影金像獎         | 最佳電影       | 《淪落人》  | 提名 |
| 2019年 | 第38屆香港電影金像獎         | 最佳導演       | 陳小娟      | 提名 |
| 2019年 | 第38屆香港電影金像獎         | 最佳編劇       | 陳小娟      | 提名 |
| 2019年 | 第38屆香港電影金像獎         | 新晉導演       | 陳小娟      | 獲獎 |
| 2019年 | 第38屆香港電影金像獎         | 最佳男主角     | 黃秋生      | 獲獎 |
| 2019年 | 第38屆香港電影金像獎         | 最佳女主角     | 姬素·孔尚治 | 提名 |
| 2019年 | 第38屆香港電影金像獎         | 最佳新演員     | 姬素·孔尚治 | 獲獎 |
| 2019年 | 第38屆香港電影金像獎         | 最佳男配角     | 李璨琛      | 提名 |

## 票房
香港票房紀錄最終為$19,811,169，成2019年上半年最高票房港產片3甲，冠亞軍分別為《廉政風雲 煙幕》收$31,360,754和《新喜劇之王》收$21,969,874。
| 上一届： 《P風暴》 | 2019年香港一週票房冠軍 第16週 | 下一届： 《復仇者聯盟4：終局之戰》 |
| 上一届： 《P風暴》 | 2019年香港週末票房冠軍 第16週 | 下一届： 《復仇者聯盟4：終局之戰》 |

## 外部連結
- 香港影庫上《淪落人》的資料（繁體中文）
- 豆瓣电影上《淪落人》的資料 （简体中文）
- 时光网上《淪落人》的資料（简体中文）
- 互联网电影数据库（IMDb）上《淪落人》的资料（英文）